# Mey (Blasinstrument)

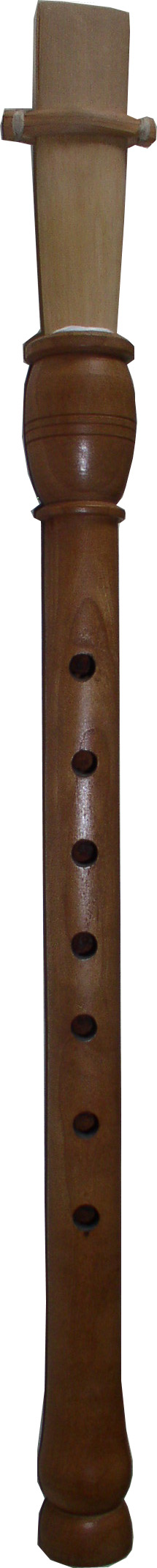
Mey

Mey ist ein Holzblasinstrument mit einem sehr großen Doppelrohrblatt, das in der türkischen Volksmusik gespielt wird. Die schlanke zylindrische Form des Spielrohrs ohne Schallbecher kann mit einer Flöte verwechselt werden. Die zur Gruppe der asiatischen Kurzoboen zählende mey besitzt einen weichen und leisen, in den tiefen Tönen einer Klarinette ähnlichen Klang und eignet sich besonders zum solistischen Spiel und für kleine Ensembles.

## Herkunft und Verbreitung
Ein antiker Vorläufer der Rohrblattinstrumente ist der griechische aulos. Der monaulos (mit einem Spielrohr) besaß acht Fingerlöcher und zwei Löcher an der Unterseite, für jeden Daumen eins. Nach den Reisebeschreibungen des osmanischen Schriftstellers Evliya Çelebi war die mey im 17. Jahrhundert in Istanbul bekannt. Çelebi schrieb von einem Blasinstrument belban, was der Bezeichnung balaban für die heutige Kurzoboe mit acht bis neun Fingerlöchern in Aserbaidschan und im Iran entspricht. Die Kurden bezeichnen das baugleiche Instrument als dûdûk, ebenso heißt das armenische Nationalinstrument duduk und die georgische duduki. Die Familie der asiatischen Kurzoboen ist bis nach China (guan), Korea (piri) und Japan (hichiriki) verbreitet. Das zweite Daumenloch ist auch bei einigen armenischen und den ostasiatischen Instrumenten vorhanden.
Der Name mey hat sich aus dem persischen nay-i-balaban oder  nayçe-i-balaban gebildet. Nay (arabisch/persisch) bedeutet „Rohr“ und bezeichnet eine im gesamten Orient verbreitete Längsflöte, die in der Türkei der Aussprache wegen ney genannt wird, -çe ist eine angehängte Verkleinerungsform, also „kleines Rohr“. Das von ney phonetisch abgewandelte mey dient wohl der besseren Unterscheidbarkeit der Oboe von der Flöte.

## Bauform
Das Spielrohr (mey oder gövde, „Körper“) wird bevorzugt aus Pflaumenholz (erik) gedrechselt. Andere Holzarten sind Walnuss, Maulbeere, Aprikose, Buche, Akazie und Olive. Das Rohr ist mit üblicherweise 30 Zentimetern etwas kürzer als das der bekannteren türkischen Kegeloboe zurna. Die wesentlichen Unterschiede zu der laut und schrill klingenden zurna sind jedoch nicht die Länge, sondern der fehlende Schallbecher und die mit gut 10 Zentimetern Länge übergroßen Rohrblätter (kamiş), die für den dunklen weichen Klang der mey verantwortlich sind. Am oberen Ende des Rohres befindet sich ein bis zum doppelten Umfang verdickter Ansatz, in den die beiden Rohrblätter aus Schilfrohr oder einem ähnlichen Wassergras gesteckt werden. Der innere Durchmesser des Ansatzes beträgt 10 bis 20 Millimeter. Ein flachrunder Ring (kiskaç) hält die Rohrblätter zusammen; mit etwa zwei Dritteln ihrer Länge ragen sie frei schwingend über den Ring hinaus. Ihre Länge variiert zwischen 8 und 15 Zentimeter bei 2 bis 4 Zentimetern Breite am Ende. Der Ring besteht aus zwei gekrümmten Weichholzstäben, die an den Enden zusammengebunden werden. Zur Feinstimmung kann dieser Ring verschoben werden. Die Rohrblätter werden etwa einen Zentimeter weit zwischen den Lippen gehalten und nicht wie bei der zurna vollständig in den Mund genommen. Dadurch entsteht ein im Klang variabler und ausdrucksstarker Ton, der durch schnelle Kieferbewegungen in ein stärkeres Vibrato gebracht werden kann. Bei Nichtgebrauch schützt eine Kappe (aǧizlik) die Rohrblätter.
Die kleinste und bekannteste Bauform mit 30 Zentimetern Länge heißt cura mey (cura, „klein“) daneben gibt es die orta mey („mittel“) mit 35 und die ana mey („Mutter“) mit 40 Zentimetern Länge. Der Außendurchmesser des Spielrohr beträgt bei allen drei Größen 20 bis 25 Millimeter, der innere durchgängig etwa 10 Millimeter. Das erste Fingerloch wurde bei einer ana mey 11 Zentimeter vom oberen Ende entfernt gemessen, üblich sind 10 bis 12 Zentimeter je nach Herstellungsbetrieb. Der Lochabstand ist mit 3 bis 3,5 Zentimetern deutlich größer als bei der zurna oder der an der östlichen türkischen Schwarzmeerküste bekannten Sackpfeife tulum. Die Fingerlöcher haben einen Durchmesser von 6 Millimetern.

## Spielweise
Mit sieben Fingerlöchern an der Oberseite des Spielrohrs und einem Daumenloch unten beträgt der Tonumfang eine Oktave. Der tiefste Ton liegt etwa eine Quarte unter dem einer gleich langen zurna. Drei Finger der linken Hand bedienen die nahen, die Finger der rechten Hand die fernen Löcher. Der linke Daumen deckt das untere Loch ab. Die vorderen Fingerglieder werden flach aufgelegt, beim Spiel mit teilweise nur halb geschlossenen Fingerlöchern lässt sich eine chromatische Tonleiter wiedergeben. Der tiefste Ton der längsten mey ist B♭, die orta mey hat einen Tonumfang von d bis d1 und die kleine cura mey von g bis g1.
Die mey wird von geübten Musikern mit Zirkularatmung gespielt und nur selten überblasen. Ihr traditioneller Verbreitungsschwerpunkt liegt im Osten der Türkei, wo sie solo, abwechselnd mit gesungenen Volksliedern oder in kleinen Ensembles in einigen Regionen eingesetzt wird. Werden die freirhythmischen uzun hava-Melodien von der mey gespielt, so passt sich deren ansonsten weiterer Tonraum den begrenzten Möglichkeiten des Instruments an.
Im Zusammenhang mit der staatlichen Förderung der nationalen „türkischen“ Musikkultur ab Anfang des 20. Jahrhunderts erreichte in den 1960er Jahren auch die zuvor wenig bekannte mey durch Rundfunkübertragungen ein breiteres Publikum. In dieser Zeit entstand die namentliche Klassifizierung in drei unterschiedliche Größen. Die meisten mey-Spieler treten auch bei anderer Gelegenheit mit der zurna auf, wobei die lautere zurna im Zusammenspiel mit der Rahmentrommel davul einen eigenen Typus von Tanzliedern prägt. Die beiden sind die türkische Variante des in Asien weit verbreiteten Zusammenspiels von Trommel und einem Doppelrohrblattinstrument vom Typ der surnai. Die Kombination von mey und davul kommt dagegen normalerweise nicht vor. Falls ausnahmsweise ein mey- und davul-Spieler zusammen musizieren, so verzichtet der Trommler auf seine Stöcke und schlägt die davul mit den Händen, indem er sie wie die Bechertrommel deblek waagrecht mit den Knien hält. Deblek und die Längsflöte kaval sind in der Türkei die wichtigsten traditionellen Instrumente der Nomaden. Rhythmisch begleitet wird die mey eher von der Rahmentrommel def.
Meist spielen zwei Kurzoboen zusammen, wobei eine die Melodie vorgibt und die andere mit einem Bordunton (dem) begleitet. In der modernen Kammermusik eignet sich die mey besonders für das improvisierte instrumentale Zwischenspiel (taksim).

## UNESCO-Kulturerbe
2023 wurden Herstellung und Musik der mey und der balaban für Aserbaidschan und die Türkei gemeinsam in die UNESCO-Liste des immateriellen Kulturerbes der Menschheit aufgenommen.